# Angelo Tarchi (homme politique)
Pour les articles homonymes, voir Angelo Tarchi.
Angelo Tarchi (né le 5 février 1897 à Borgo San Lorenzo, mort le 16 février 1974 à Milan) est un homme politique italien impliqué dans le fascisme.
Il est ministre de l'Économie corporative de la République sociale italienne et conseiller municipal de Milan.

## Biographie
Il combat pendant la Première Guerre mondiale et est décoré de la Valeur militaire. Au terme du conflit il adhère aux Faisceaux de combat et est élu député. Il passe une licence en chimie, devient membre d'académies scientifiques et occupe des postes de direction dans les industries du secteur. Au cours des deux décennies que dure la dictature de Mussolini il ne remplit pas de charges publiques d'importance particulière.
Après l'armistice du 8 septembre 1943, il adhère à la République sociale italienne et collabore à la rédaction du décret-loi sur la socialisation ; en janvier 1944 il succède à Silvio Gai comme ministre de l'Économie corporative.
« La socialisation n'est pas un expédient destiné à rendre au fascisme la virginité révolutionnaire perdue après vingt ans de compromis, mais un nouveau pas en avant pour créer un État social ».
Dans l'après-guerre il est poursuivi en justice pour son adhésion au régime fasciste. Amnistié en 1948, il recommence à travailler dans l'industrie chimique. Dans les années 1960 il est élu conseiller municipal de Milan sur la liste du Mouvement Social Italien (MSI).
En 1967 il publie un livre de réflexions politiques intitulé Teste dure (Têtes dures). Il meurt quelques années après, suivi sur ses traces politiques par son petit-neveu Marco Tarchi.